# Pawina Thongsuk
Pawina Thongsuk, em tailandês:  ปวีณา ทองสุก (Amphoe Sikhoraphum, província de Surin, 18 de abril de 1979), é uma halterofilista tailandesa. 
Seu maior sucesso internacional no esporte foi a medalha de ouro nos Jogos Olímpicos de Atenas 2004, na categoria até 75 kg. Durante o Campeonato Mundial de 2005 ela definiu um recorde mundial no arranque, um arremesso e dois no total combinado (arranque+arremesso), na categoria até 63 kg.
Quadro de recordes:
| Data                   | Disciplina | Marca  | Classe de peso | Lugar |
| 12 de julho de 2003    | Arranque   | 116 kg | -69 kg         | Pavia |
| 12 de novembro de 2005 | Arranque   | 116 kg | -63 kg         | Doha  |
| 12 de novembro de 2005 | Arremesso  | 140 kg | -63 kg         | Doha  |
| 12 de novembro de 2005 | Total      | 251 kg | -63 kg         | Doha  |
| 12 de novembro de 2005 | Total      | 256 kg | -63 kg         | Doha  |
| 4 de dezembro de 2006  | Arremesso  | 142 kg | -63 kg         | Doha  |